# Симон бар Гиора
Симон бар Гиора (на арамейски: שמעון בר גיורא) е еврейски бунтовник.
Той се проявява още в началото на Първата юдейско-римска война с ефективните си действия срещу римляните, а през 70 година е един от ръководителите на защитата на Йерусалим. След превземането на града е отведен в Рим, показан е като трофей в триумфа на Тит и е екзекутиран, като е хвърлен от Тарпейската скала.